# 丰塔纳 (加利福尼亚州)
方塔納（英語：Fontana）是美国加利福尼亚州聖貝納迪諾郡的一個城市，位於該縣西南部。面積107.485平方公里，2006年人口170,999人。1913年開埠，1952年6月25日建市。